# In the Middle of Nowhere
In the Middle of Nowhere ist das vierte Studioalbum des deutschen Popduos Modern Talking. Es erschien im November 1986 bei Hansa Records. Es trägt auch den Untertitel The 4th Album.

## Geschichte und Inhalt
Trotz des Erfolgs von nunmehr drei Nummer-eins-Alben kriselte es im Laufe des Jahres 1986 zwischen Dieter Bohlen und Thomas Anders. So musste Bohlen einen Auftritt in einer französischen Fernsehshow mit dem Double Uwe Borgwardt bestreiten, da Anders der Auftritt – was häufiger vorkam – von dessen Freundin Nora untersagt worden war. Das Album wurde erneut von Bohlens Freund Luis Rodriguez co-produziert, der – anders als beim Vorgängeralbum – diesmal auch auf dem Cover genannt wurde. Alle Stücke auf dem Album wurden von Dieter Bohlen geschrieben, der Gesang stammt von Thomas Anders. Textlich versuchte sich Bohlen etwa mit dem Friedensappell Give Me Peace on Earth sowie zwei Songs über New York City ein wenig vom gewohnten Thema Liebe und Romanzen zu entfernen.
Die erste Singleauskopplung Geronimo’s Cadillac erschien bereits vorab im Oktober 1986. Es war die erste Singleauskopplung, die es nicht an die Spitze der deutschen Singlecharts schaffte. Die zweite Single Give Me Peace on Earth erreichte in Deutschland Platz 29, für die Verhältnisse Modern Talkings ein Flop. Lonely Tears in Chinatown wurde 1987 nur in Spanien ausgekoppelt und erreichte dort Platz neun der Charts.
Wie auch der Vorgänger Ready for Romance erfreute sich das Album in der Sowjetunion großer Beliebtheit und ging den ersten Auftritten des Duos 1987 dort voraus.

## Gestaltung
Für die Gestaltung zeichnete Manfred Vormstein verantwortlich, gemeinsam mit M. Kortemeier und den Ariola-Studios und mit Fotos von Didi Zill. Das Cover zeigt einen Blitz vor einem prisma-ähnlichen Gegenstand auf schwarzem Grund.

## Titelliste
1. Geronimo’s Cadillac – 3:18
2. Riding on a White Swan – 3:55
3. Give Me Peace on Earth – 4:14
4. Sweet Little Sheila – 3:07
5. Ten Thousand Lonely Drums – 3:33
6. Lonely Tears in Chinatown – 3:32
7. In Shaire – 3:45
8. Stranded in the Middle of Nowhere – 4:33
9. The Angels Sing in New York City – 3:35
10. Princess of the Night – 3:56[2]

## Kommerzieller Erfolg

### Chartplatzierungen
Das Album wurde zu einem Nummer-eins-Album in Deutschland – wo es zwölf Wochen chartnotiert blieb, davon eine, am 1. Dezember 1986 auf der Spitzenposition. In Österreich erreichte es Platz zwei und in der Schweiz Platz drei. Auch in den Niederlanden und Skandinavien erreichte es hohe Chartpositionen.
| ChartsChartplatzierungen | Höchstplatzierung | Wochen/ Monate |
| ------------------------ | ----------------- | -------------- |
| Deutschland (GfK)        | 1 (12 Wo.)        | 12 Wo.         |
| Österreich (Ö3)          | 2 (3,5 Mt.)       | 3,5 Mt.        |
| Schweiz (IFPI)           | 3 (10 Wo.)        | 10 Wo.         |

| ChartsJahrescharts (1987) | Platzierung |
| ------------------------- | ----------- |
| Deutschland (GfK)         | 62          |
| Österreich (Ö3)           | 27          |

### Auszeichnungen für Musikverkäufe
In Deutschland erreichte In the Middle of Nowhere Goldstatus. In Spanien wurde es mit Platin ausgezeichnet.
| Land/Region           | Auszeichnungen für Musikverkäufe (Land/Region, Auszeichnung, Verkäufe) | Verkäufe |
| --------------------- | ---------------------------------------------------------------------- | -------- |
| Deutschland (BVMI)    | Gold                                                                   | 250.000  |
| Hongkong (IFPI/HKRIA) | Gold                                                                   | 10.000   |
| Schweiz (IFPI)        | Platin                                                                 | 50.000   |
| Spanien (Promusicae)  | Platin                                                                 | 100.000  |
| Insgesamt             | 2× Gold · 2× Platin ·                                                  | 410.000  |